# Йемен
Йемен (на арабски: اليَمَن), официално Република Йемен (на арабски: الجمهورية اليمنية), е република, разположена в югозападната част на Арабския полуостров, на брега на Червено море, Арабско море и Аденския залив. Страната има площ 527,9 хил. km² и население 25 408 000 души. Столицата е Сана, а официалният език – арабски.

## История
На територията на днешен Йемен са съществували едни от най-древните цивилизации в света. Между IX в. пр.н.е. и VI в. неговата територия е част от Катабанското, Маинското, Савското и Химяритското царство, които контролирали търговията с подправки. На римляните Йемен бил известен като Arabia Felix („Щастлива Арабия“) заради богатствата, които осигурявала контролираната от него търговия, и император Октавиан Август се опитал да го завладее, но експедицията му претърпяла неуспех. През IV век цялата територия на днешен Йемен била обединена под властта на химяритските царе, които в края на същия век приели като държавна религия юдаизма. Около 520 г. Химяритското царство е завладяно от силната етиопска държава Аксум, което довело до постепенна християнизация на страната, но още в края на същия век – около 570 г. – обаче етиопците били принудени са отстъпят владичеството над Йемен на персийските Сасаниди. Те управлявали страната до 628 г., когато последният персийски губернатор приел исляма, а Йемен станал част от Арабския халифат. През следващите няколко столетия Йемен се намирал под властта на различни мюсюлмански династии – Абасиди, Фатимиди, Айюбиди, мамелюци, докато накрая бил включен в състава на Османската империя. През 1918 г. Северен Йемен получава независимост, а през 1962 г. в резултат на антимонархическа революция е обявен за Йеменска арабска република. През 1967 г. Южен Йемен, който дотогава е британски протекторат, също извоюва независимост и е обявено образуването на Народна демократична република Йемен (НДРЙ). Три години по-късно правителството на Южен Йемен обявява просъветски и просоциалистически курс, което предизвиква през следващите две десетилетия ожесточена борба между Севера и Юга. В 1990 г. двете враждуващи страни се обединяват в единна Република Йемен. През май 1994 г. бившите лидери на НДРЙ обявяват на юг независима държава – Демократична република Йемен, която обаче през юли е унищожена от севернойеменската армия.

## Държавно устройство
Йемен е полупрезидентска република.

## Природа
Страната има площ 527,9 хил. km² и е разположена в югозападната част на Арабския полуостров на брега на Червено море и Аденския залив. Редица острови в Червено море, между които Перим, Ез Зубаир и Ел Ихван, както и остров Сокотра в Арабско море принадлежат към Йемен. Граничи (в km) със Саудитска Арабия – 1458, Оман – 310, и има брегова линия 2080 km. Основната част от страната – централните и западните райони – са заети от Йеменските планини с най-висока точка връх Наби Шуайб (3660 m). По крайбрежията са разположени тесни равнини, а на североизток – пясъчната и камениста пустиня Руб ал-Хали.
| Климат             |            |              |
| Показател          | Показател  | Стойност     |
| Тип климат         | Тип климат | сух тропичен |
| Средни температури | януари     | ок. 22 °C    |
| Средни температури | юли        | 32 °C        |
| Валежи             | Валежи     | 40 – 100 mm  |

На практика в Йемен няма постоянно течащи реки. Най-разпространена е пустинната растителност. В планините преобладава саванната растителност и акациевите гори.

## Икономика
По време на войната на Персийския залив (1991 г.) новоформираната държава подкрепя Ирак, заради което Саудитска Арабия и Кувейт предприемат мерки за изгонване на йеменските имигранти. Това се отразява пагубно върху икономиката на Йемен и води до 30% безработица. Йемен е една от най-бедните арабски държави.

## Население
| Население                        | Мъже        | Жени        |
| Брой на населението              | 20 975 000  | 20 975 000  |
| Гъстота                          | 32,2 д./km² | 32,2 д./km² |
| Естествен прираст                | 32          | 32          |
| Средна продължителност на живота | 52 г.       | 53 г.       |
| Градско население                | 36%         | 36%         |

| Етнически групи      | Етнически групи        | Процент |
| йеменски араби 96,8% | Северни йеменски араби | 75,8%   |
| йеменски араби 96,8% | Южни йеменски араби    | 24,2%   |
| други араби          | други араби            | 1,2%    |
| индо-пакистанци      | индо-пакистанци        | 0,9%    |
| сомалийци            | сомалийци              | 0,4%    |
| други                | други                  | 0,7%    |

| Конфесионален състав |           |       |
| мюсюлмани 99,6%      | сунити    | 53,6% |
| мюсюлмани 99,6%      | шиити     | 46%   |
| християни            | християни | 0,2%  |
| индуисти             | индуисти  | 0,2%  |

## Други
- Комуникации в Йемен
- Транспорт в Йемен
- Армия на Йемен
- Външна политика на Йемен